# Meansville
Meansville è un comune degli Stati Uniti d'America, situato nello Stato della Georgia, nella contea di Pike.